# Conseil de Tamar Ouest
Tamar Ouest est une zone d'administration locale sur la côte nord de la Tasmanie en Australie. Comme son nom l'indique, elle occupe la rive ouest de la rivière Tamar depuis le détroit de Bass au nord jusqu'à la ville de Launceston au sud.
Elle comprend du sud au nord : 
- Riverside ;
- Legana ;
- Exeter ;
- Beaconsfield ;
- Beauty Point ;
- Greens Beach à l'embouchure de la Tasmar.